# Trichura grandis
Trichura grandis är en fjärilsart som beskrevs av William James Kaye 1911. Trichura grandis ingår i släktet Trichura och familjen björnspinnare. Inga underarter finns listade i Catalogue of Life.